# 陳璐茜
陳璐茜，1963 年生於台北，台灣兒童繪本作家、童書作家、圖畫書作家。中國文化大學創作培訓師資班講師，教出許多繪本作家，例：繪本作家劉旭恭、漫畫家王登鈺，著有多本繪本著作。

## 學歷
- 輔仁大學大眾傳播系
- 日本講談社童話繪本專門學院研修

## 作品
- 1992《我的房間沒有牆》東華書局
- 1997《我的夢夢見我在夢中作夢》三民書局
- 2004《繪本發想教室》雄獅圖書公司
- 2004《趣味繪本教室》雄獅圖書公司
- 2004《想像力插畫教室》雄獅圖書公司
- 2005《阿力的夏天日記》國語日報附設出版社

## 得獎
- 曾得日本 KFS 全國童畫大賞入賞
- 信誼基金會兒童文學獎
- 中華兒童文學獎[4]